# Marina del Rey
Marina del Rey – jednostka osadnicza w hrabstwie Los Angeles. W 2010 roku liczba mieszkańców miejscowości wyniosła 8866 osób.

## Położenie
Marina del Rey wchodzi w skład obszaru metropolitalnego Los Angeles, jest niewielką (3,8 km²) „półenklawą” na terenie miasta. Od południowego wschodu graniczy z dzielnicą Venice, od północy z dzielnicą Playa del Rey.
Miejscowość znana jest z dziewiętnastu portów jachtowych (marin) mogących pomieścić 5600 jachtów. Zarządzana jest przez władze hrabstwa.

Położenie Marina del Rey w hrabstwie Los Angeles
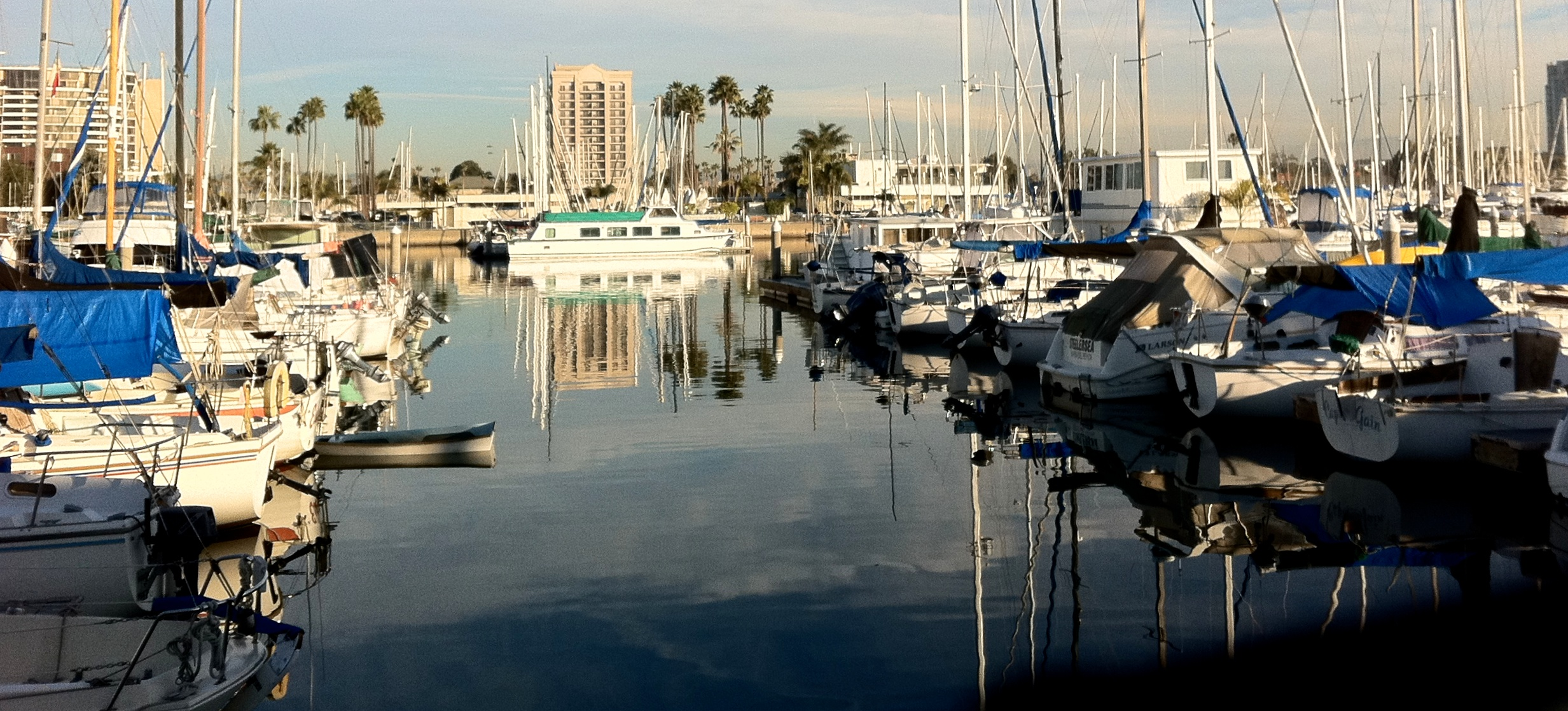
Przystań, od której Marina del Rey wzięła swoją nazwę

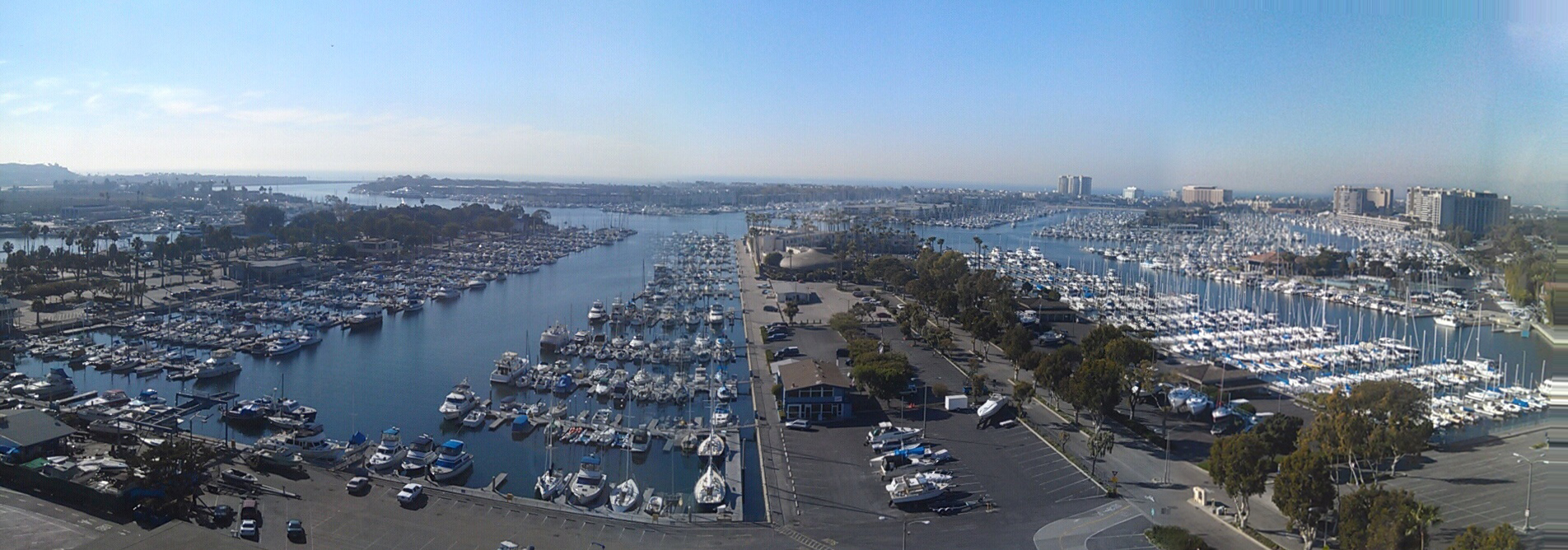
Panoramiczny widok na przystań (z pobliskiego budynku)